# Neozimiris pubescens
Neozimiris pubescens är en spindelart som först beskrevs av Banks 1898.  Neozimiris pubescens ingår i släktet Neozimiris och familjen Prodidomidae. Inga underarter finns listade i Catalogue of Life.